# Solenoptera scutellata
Solenoptera scutellata är en skalbaggsart som först beskrevs av Charles Joseph Gahan 1890.  Solenoptera scutellata ingår i släktet Solenoptera och familjen långhorningar.
Artens utbredningsområde är:
- Kuba.
- Haiti.

Inga underarter finns listade i Catalogue of Life.